# Goteló de Bidgau
Goteló o Gozeló (Gothelon o Gozelon) o Gozlí (Gozlin) († 942/943) fou comte de Bidgau i de Methingau, successor del seu pare Vigeric de Bidgau. La seva mare era Cunegunda de França.
Es va casar amb Oda (Uda) de Metz, filla del comte Gerard I de Metz i d'Oda de Saxònia. D'aquest enllaç van néixer:
- Renyer, comte de Bastogne, pare del bisbe Adalberó de Laon
- Godofreu el Captiu, comte de Verdun.
- Adalberó de Reims (arquebisbe) († 989)